# 大津市立藤尾小学校
大津市立藤尾小学校（おおつしりつ ふじおしょうがっこう）は、滋賀県大津市茶戸町にある公立小学校。

## 沿革
大津市で唯一山科盆地に位置する学区である。府県境に位置するため、京都市山科区の四ノ宮小金塚の児童は、当校を通り過ぎる形で遠方の音羽小学校に通うこととなる。災害時に小金塚地区の住民が当校に避難できるように、大津市と京都市の間で防災協定が結ばれている。

## 通学区域
- 大谷町、追分町、茶戸町、稲葉台、藤尾奥町、横木一丁目、横木二丁目[1]。

※卒業後は基本的に大津市立皇子山中学校に進学する。

## 周辺
- 琵琶湖疏水
- 京阪京津線追分駅
- 逢坂の関
- 藤尾神社[2]

## [1]関連項目
- 滋賀県小学校一覧